# Campo Entrincheirado de Lisboa
O Campo Entrincheirado de Lisboa (abreviado CEL) é um conjunto de fortificações localizado na Área Metropolitana de Lisboa, em Portugal. Sistema classificado em 1899 como Praça de Guerra de 1ª Classe, considerado o principal meio de defesa de Portugal durante o início do século XX. Concluido totalmente em 1902.
Ao longo da margem do rio Tejo próximo à foz (mar da Palha), construções militares em locais estratégicos foram erguido entre o final do século XIX e o início do XX, constituía-se no sistema defensivo da capital portuguesa contra ataques terrestres e ataques marítimos. 

## História
Diversas intervenções militares estrangeiras ocorreram em Portugual no início do século XIX, como por exemplo: intervenções  francesas, britânicas e, espanholas, além da guerra-civil (na decada de 1830 que opunha Dom Miguel e Dom Pedro) que levaram à conclusão de que era impossível defender o território nacional por inteiro com os meios de que se podia dispor. Ao mesmo tempo observou-se que, sendo as cidades de Lisboa e do Porto o mais destacados centros económicos-populacionais do país; então a invasão de Portugal seria quase inútil sem a tomada destas cidades. Concluiu-se assim que a melhor forma de defender Portugal seria defender essas duas regiões com todos os recursos disponíveis.
A doutrina da defesa de Lisboa fez com que, no final do século XIX e início do século XX, quase todo o dispositivo militar português — tanto do Exército como da Marinha —, no território metropolitano, se concentrasse nessa defesa.
O principal meio estabelecido para a defesa da Capital foi o desenvolvimento de um sistema de fortificações envolvente. Para esse fim foi construída uma série de novas e modernas fortificações — além da adaptação de algumas já existentes — que deram origem ao chamado "Campo Entrincheirado de Lisboa". As fortificações foram dotadas de modernas peças de artilharia e interligadas por redes telefónicas e telegráficas, bastante avançadas para a época.
Em 1876, Marquês de Sá da Bandeira faleceu, responsável pelo trabalho das fortificações, sendo substituido por Sanches de Castro que abandonou o plano de aproveitamento das linhas miliatres de 1833. Implementando um novo plano que previa:
1. Linha de defesa avançada, com fortificações em três regiões: Alhandra, Sobral de Monte Agraço e, Mafra;[1]
2. Linha de dortes destacados, com fortificações formando um anel entre Vialonga e Sintra;[1]
3. Recinto de segurança Sacavém-Caxias (sector norte do entricheirado), com nove fortificações de apoio entre Sacavém e Caxias: Monsanto, Alto do Duque, Bom Sucesso e, Ameixoeira. Recinto delimitado por uma linha de nove fortificações interligados por uma Estrada Militar de Circunvalação;[1][3]
4. Linha de defesa na margem sul do Tejo (sector sul do entricheirado), com várias baterias no Forte de Almada.[1]

O Reduto de Monte Cintra foi um apoio à linha fortificada da estrada militar concluído a 30 de Agosto de 1893, que interditou as alturas do outro lado do rio impedindo a transposição e, bateu as linhas de comunicação de acesso a Lisboa pela estrada e pelo caminho-de-ferro.
A partir de 1899, o Campo Entrincheirado é criado oficialmente como Praça de Guerra de 1ª Classe, e passou a constituir um comando militar, organizado permanentemente em pé de guerra, cujo governador era um general, diretamente dependente do ministro da Guerra. Mas o entricheirado somente foi totalmente concluido em 1902 com a conclusão da estrada militar.
Após a Primeira Guerra Mundial, o conceito de defesa em que assentava o Campo Entrincheirado tornou-se obsoleto. Assim, na sequência da reorganização do Exército Português, levada a cabo em 1926, o Campo Entrincheirado de Lisboa e a 1.ª Divisão Militar territorial foram fundidos, dando origem ao Governo Militar de Lisboa.

## Características

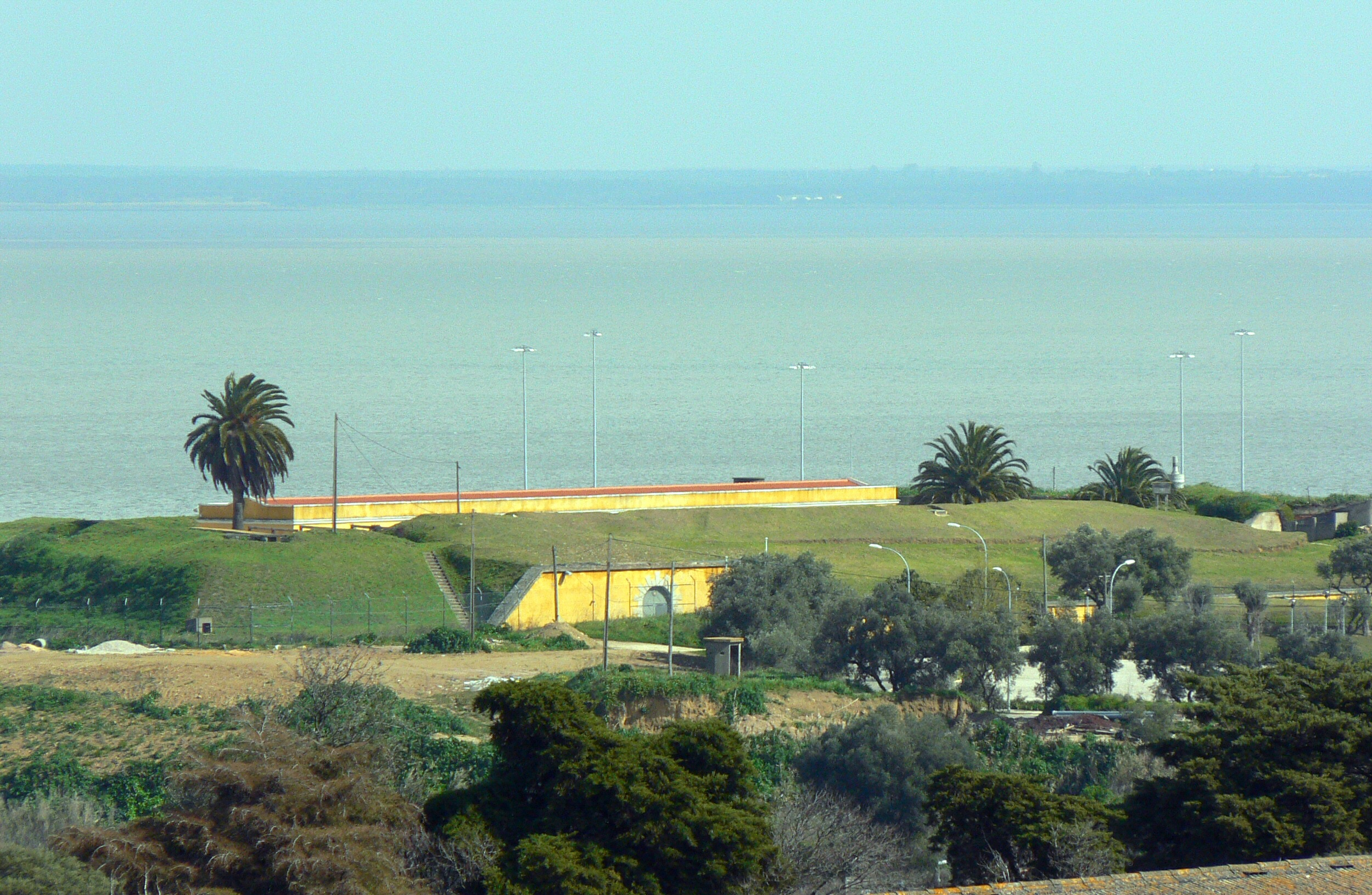
Vista do Forte do Monte Cintra em Sacavém, um dos componentes do Campo Entrincheirado de Lisboa.

O núcleo do Campo Entrincheirado de Lisboa formava um perímetro - que contornava os limites terrestres de Lisboa, na linha que se estendia da cidade de Sacavém (Loures) à vila de Caxias, constituído pelas seguintes fortificações:
- Forte do Monte Cintra, em Sacavém;
- Forte de Dom Carlos I, na Ameixoeira;
- Forte do Marquês de Sá da Bandeira/Forte de Monsanto, em Monsanto;[3]
- Forte de Dom Luís I, em Caxias.

Para a interligação destes fortes foi aberta uma estrada de comunicação, que se tornou a Estrada Militar de Circunvalação (técnica de cerco).
O perímetro terrestre do Campo Entrincheirado era complementado por fortificações que protegiam a linha do Tejo, a saber:
- Forte do Bom Sucesso;
- Forte do Alto do Duque.

A frente marítima, a barra do Tejo, a margem sul e as aproximações a Lisboa eram protegidas por outras fortificações, onde se destacavam:
- Forte de São Julião da Barra;
- Forte de Almada.

Diversos outros fortes, redutos, postos, baterias e outras fortificações secundárias, complementavam o sistema de fortificações terrestres.
A defesa do Campo Entrincheirado era ainda complementada, no mar, pelo couraçado de defesa de costa Vasco da Gama, que funcionava como uma bateria flutuante contra ataques marítimos. Além do Vasco da Gama, a Marinha de Guerra Portuguesa também contribuía para a defesa marítima do Campo com o seu Serviço de Torpedos Fixos (minas marítimas), com os seus torpedeiros e, mais tarde, com submarinos.